# 松本香苗
松本 香苗（まつもと かなえ、1985年12月31日 - ）は、日本のアイドル歌手。東京都出身でマーベルエール所属。愛称は「かなりん」。
学習院女子大学国際文化交流学部日本文化学科出身。

## 特徴その他
- 和装っぽい衣装が特徴のアキバ1の大和撫娘。「和ロリ」をイメージしている。
- 松本香苗を示す時の「やまとなでしこ」は、「大和撫子」ではなく「大和撫娘」と書く。
- 趣味は美術館巡り。特技は十二単の着付け（大学の講義で学んだもの）。
- 扇子は体の一部。
- イメージカラーは紫。
- 秋葉原のメイド喫茶・ミスティヘヴン（2009年12月30日閉店）のメイドでもあった。
- 2010年7月から、秋葉原のコスプレカフェ&バー・声優のたまごに勤務していた（三ヶ月限定）
- 好きな声優は水樹奈々・林原めぐみ・平野綾[1]。

## 経歴

### 2007年
- 11月14日：GyaO「勝ち抜き!アイドル天国!!ヌキ天」
- 12月20日：NTTドコモ「アキバカウントダウン」（携帯電話コンテンツ・配信日基準）

### 2008年
- 5月5日：渋谷テイクオフセブンで、ソロライブ「大和撫娘歌絵巻〜其ノ弐〜」開催。
- 8月6日：CDシングル「乙女フクザツ。。。大和撫娘」発売。
- 11月15日：テレビ埼玉・チバテレビ「努くん」
- 12月9日：テレビ朝日「『ぷっ』すま」（23時15分〜翌日0時10分：東京地区）
- 12月28日：渋谷テイクオフセブンで、バースデイソロライブ「大和撫娘歌絵巻〜其ノ参〜」開催。

### 2009年
- 2月3日：「FLASH」インディーズアイドル特集、「TOKYO 1週間」イチゴのスイーツ
- 4月15日：CDシングル「雨の秋葉原（アキバ）の物語」発売。
- 5月1日：「内外タイムス」
- 6月16日：「雨の秋葉原（アキバ）の物語」DAMで配信開始。
- 6月27日：渋谷クラブクロールで、松本香苗主宰ライブ『うた処なでしこ座 第五幕〜撫娘祭り篇〜』（松本香苗プチソロライブ仕様）開催。
- 7月16日：「笑っていいとも!」の「出たいドル!デラックス」コーナーに出演。
- 7月29日：CDシングル「アキバ名物 萌え萌え音頭」発売。
- 9月27日：ミルフィーユ撮影会
- 9月30日：GyaO「勝ち抜き!アイドル天国!!ヌキ天 総集編」
- 10月9日：テレビ朝日「お願い!ランキング」（0時20分〜1時15分）
- 10月13日：「アキバ名物 萌え萌え音頭」DAMで配信開始。
- 11月9日：「週刊プレイボーイ」リアル系アイドル名鑑
- 11月21日：松本香苗本人と同じ事務所の水月桃子、八木沢るいこ、椎名セイカからなるユニット歌姫☆サプライズを結成。
- 12月23日：渋谷クラブクロールで、松本香苗主宰バースデイライブ『うた処なでしこ座　第八幕〜大和撫娘生誕祭〜』（松本香苗プチソロライブ仕様）開催。

### 2010年
- 1月6日：歌姫☆サプライズが「制服を脱がさないで！」でCDデビュー。
- 2月21日：テレビ埼玉「ガールズソングセレクション」（歌姫☆サプライズで出演）
- 2月25日：スコラの「次世代アイドルグループ特集」に歌姫☆サプライズが紹介される。
- 4月14日：CDシングル「Japanesque Girl」発売。
- 4月16日：夕刊フジに掲載。
- 4月18日：この日限りで歌姫☆サプライズから脱退。
- 5月12日：アサ芸シークレットvol.8（徳間書店）に掲載。
- 5月21日：アキバ系BBチャンネル「アイドル芸人養成機関 笑激ビーナス」レギュラー出演。
- 5月24日：『Men's SPIDER』（リイド社）に掲載。
- 5月24日：夕刊フジに掲載。
- 6月13日：渋谷クラブクロールで、松本香苗ラストソロライブ『大和撫娘歌絵巻〜最終章〜』開催。この日をもってライブ活動を終了。
- 6月19日：ミルフィーユ撮影会。
- 7月1日：ラジオ日本「松本香苗の大和撫娘れでぃお」放送開始。
- 7月23日：富士急ハイランド「EVANGELION:WORLD-実物大初号機建造計画-」除幕式のメインMC。
- 8月5日：山形「第48回花笠まつり」パレードにゲスト出演。
- 8月31日：フジテレビ「フジ算」
- 12月8、15、22日：TOKYO MX「How to モンキーベイビー！」

### 2011年
- 2月17日：日刊ゲンダイ
- 2月19日：船橋オートレースのイベントに出演。
- 2月23日：『お米じゃぽんっ☆』でメジャーデビュー。
- 7月21日：NACK5「STROBE NIGHT!」
- 8月3日、10日：TBS「さしこのくせに」
- 11月29日：テレビ朝日「SOFTくりぃむ」

### 2012年
- 3月28日：NACK5「STROBE NIGHT!」

### 2017年
- 5月20日：同日のブログで前2016年に結婚していたこと、すでに妊娠5か月であることを明らかにした[2]。

## パソコン用有料コンテンツ
- GyaO＠アイドルオンエア ゲスト出演
  - 2009年5月12日、6月18日：第1部：プレミアム（割引料金）
  - 2009年7月13日、8月20日、9月17日：すべての部で割引料金
- SONIC LIVE CHAT（ソニチャ）
  - 2010年4月26日、5月25日、6月30日、7月21日、8月25日、9月27日、11月20日
  - 2011年3月16日

## ディスコグラフィー

### 松本香苗

#### シングル
1. 「乙女フクザツ。。。大和撫娘」（2008年8月6日・発売元：レッドリストエンタテインメント、製造元：日本デジタルコミュニケーションズ株式会社）
2. 「雨の秋葉原（アキバ）の物語」（2009年4月15日）
3. 「アキバ名物 萌え萌え音頭」（2009年7月29日）（2009年8月12日付オリコンインディーズシングルチャート3位）
4. 「Japanesque Girl」（2010年4月14日）（2010年4月26日付オリコンインディーズシングルチャート3位）
5. 「お米じゃぽんっ☆」（2011年2月23日・販売元：クラウン徳間ミュージック株式会社）

#### DVDビデオ
- 「Wink04 松本香苗」（2008年9月29日・オルタックピクチャーズ）

#### 企画CD等
- 妄想ボイスCD「チューCD」（2008年7月24日）参加者：桜川ひめこ、桜井聖良、松本香苗 他 全12人

#### 通信カラオケ
- 「雨の秋葉原（アキバ）の物語」（DAM）
- 「アキバ名物 萌え萌え音頭」（DAM）
- 「Japanesque Girl」（LIVE DAM）
- 「お米じゃぽんっ☆」（LIVE DAM）

### 歌姫☆サプライズ

#### シングル
1. 「制服を脱がさないで!」（2010年1月6日）

## オリジナル曲

### 松本香苗
- 「大和撫娘☆ジャパネスク」（アルバム「アキバのすい〜と☆ぱるふぇ」（マーベル☆ぱるふぇ）に、ソロ曲として収録）
- 「乙女フクザツ。。。大和撫娘」（2008年8月6日シングルとして発売）
- 「撫娘祭り・萌ぇ囃子!!」（シングル「乙女フクザツ。。。大和撫娘」に収録）
- 「秋葉原天女伝説」（シングル「乙女フクザツ。。。大和撫娘」に収録）
- 「雨の秋葉原（アキバ）の物語」（2009年4月15日シングルとして発売）
- 「花の八百八町」（シングル「雨の秋葉原の物語」に収録）
- 「アキバ1の大和撫娘」（シングル「雨の秋葉原の物語」に収録）
- 「アキバ名物 萌え萌え音頭」（2009年7月29日シングルとして発売）
- 「螺旋-rasen-」（シングル「アキバ名物 萌え萌え音頭」に収録）
- 「Japanesque Girl」（2010年4月14日シングルとして発売）
- 「seasons〜四つの季節〜」（シングル「Japanesque Girl」に収録）
- 「夢の浮橋」（シングル「Japanesque Girl」に収録）
- 「お米じゃぽんっ☆」（2011年2月23日シングルとして発売）
- 「おこめのうた」（シングル「お米じゃぽんっ☆」に収録）

### 歌姫☆サプライズ
- 「制服を脱がさないで!」（2010年1月6日シングルとして発売）
- 「DOKI☆DOKIラブゲーム」（シングル「制服を脱がさないで！」に収録）